# Église Saint-Géry de Limelette
Pour les articles homonymes, voir Église Saint-Géry.
L'église Saint-Géry est une église de style néo-roman située à Limelette, section de la ville belge d'Ottignies-Louvain-la-Neuve, située en Région wallonne dans la province du Brabant wallon.

## Historique

### L'ancienne église (style classique)
La paroisse de Limelette fut constituée au XVe siècle : elle dépendait initialement de l'église Notre-Dame de Mousty et s'en sépara en 1521.
Une église de style classique fut érigée sur ce site à l'emplacement de l'ancienne chapelle castrale à la fin du XVIIe siècle et au début du XVIIIe siècle : sa tour fut érigée en 1632 et sa nef en 1720,.
Cette église fut détruite par le bombardement aérien du 20 avril 1944,,, qui affecta aussi sa voisine, l'église Saint-Martin de Limal. Ce raid s'inscrivait dans le programme allié de destruction de l'infrastructure logistique allemande et visait les installations ferroviaires du nœud des lignes Bruxelles-Namur et Louvain-Charleroi et plus particulièrement la gare d'Ottignies, son dépôt de locomotives et la cinquantaine de locomotives allemandes qui s'y trouvaient. Il fut annoncé par la radio anglaise au cours de la journée : « SEINGITTO (Ottignies à l'envers) mourra ce soir ». Ce bombardement « en tapis », mené par 196 avions alliés, largua 1 500 à 2 000 bombes sur une zone allant de Moriensart à Limal et fit 84 victimes dont 41 à Limelette,. Les fusées des éclaireurs ayant manqué leur cible, les bombardiers firent de nombreuses victimes civiles mais fort peu de dégâts aux installations ciblées.

### La nouvelle église (style néo-roman)
L'église détruite fut remplacée par une église de style néo-roman édifiée par l'architecte Max Manfroid en 1953-1955,, comme l'atteste la première pierre (ou pierre d'angle) insérée à l'angle sud-ouest de l'édifice, au pied de la tour :

« L'église st géry détruite

Par le bombardement du 20-4-44

Fut reconstruite en 1953-55

Architecte max manfroid »

La première pierre en fut posée par le cardinal Van Roey le 6 septembre 1953 et l'édifice fut consacré le 5 mai 1957 par Mr Schoenmakers, évêque auxiliaire de Malines :

« Ecclesiam hanc tempore

Belli dirutam . pace favente

Excmvs J.E. Cardinalis van roey

Mechliniensis archiepiscopus

Sancto gaugerico fauste dicavit

Die vi septembris anni mcmliii »

La première pierre
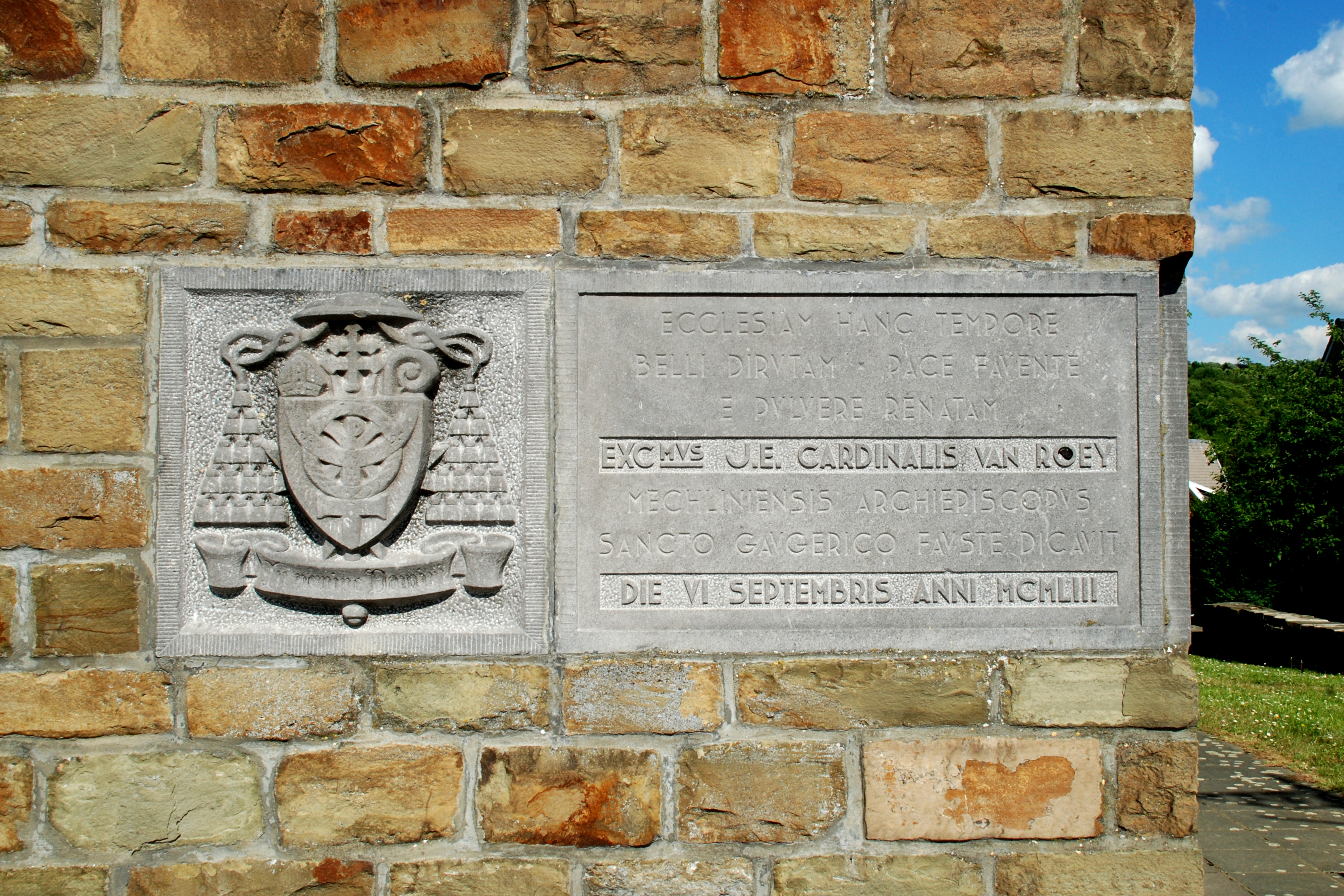
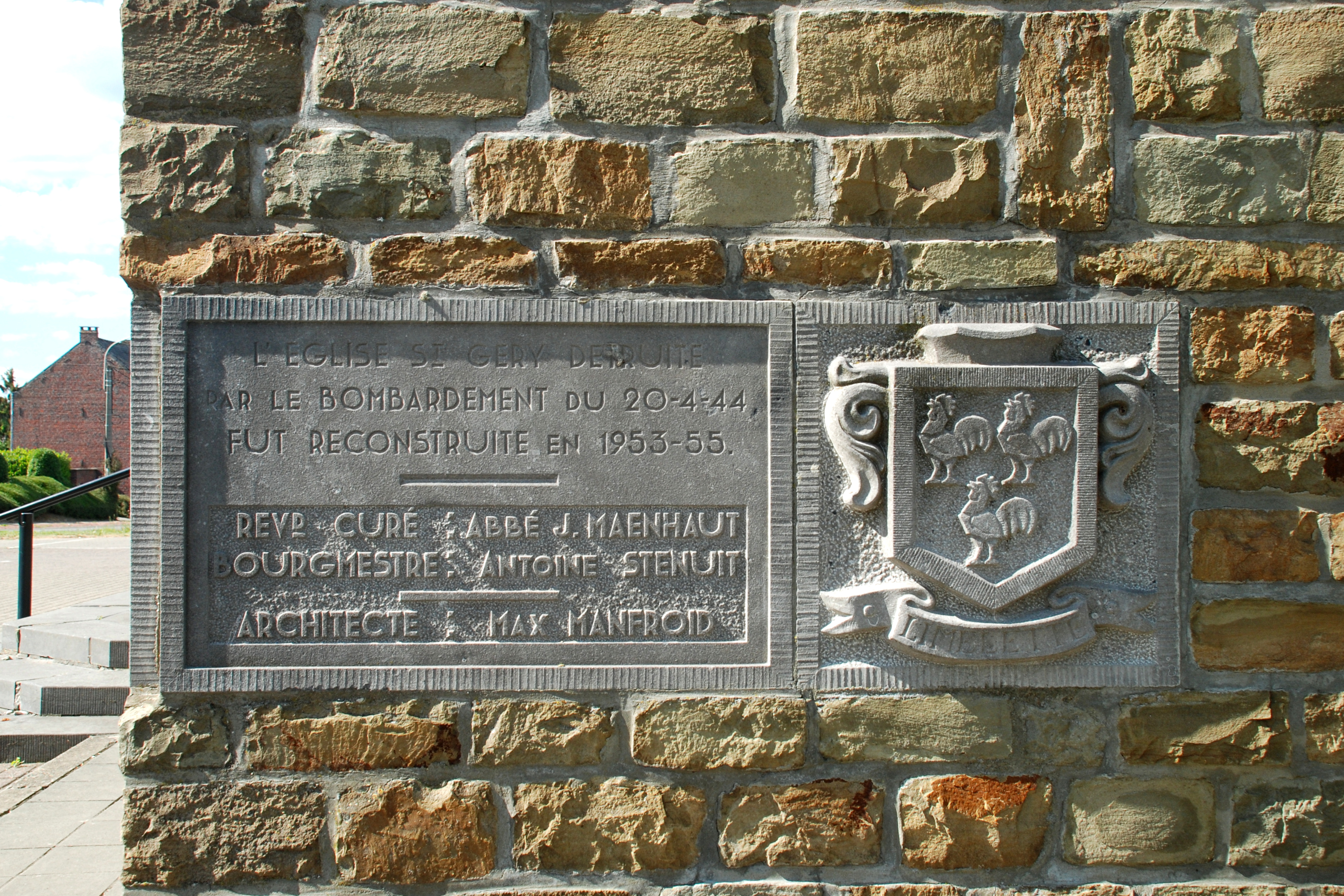

## Statut patrimonial
Non classée, l'église fait cependant l'objet d'une « inscription » comme monument et figure à l'Inventaire du patrimoine immobilier culturel de la Wallonie sous la référence 25121-INV-0018-02.

## Architecture

### La façade occidentale

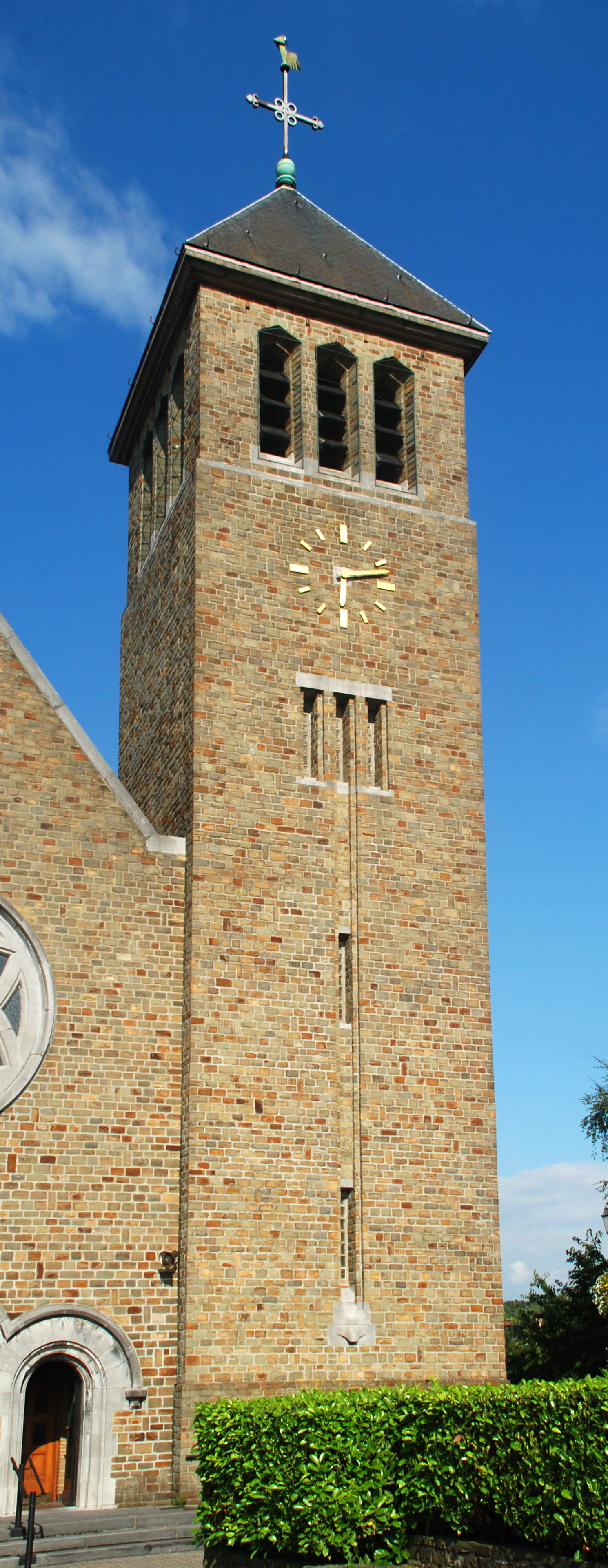
La tour.

L'église est édifiée en moellons de grès et pierre bleue, et couverte d'ardoises.
À l'ouest, elle présente une façade percée d'un triple portail en plein cintre à l'encadrement de pierre bleue très imposant, surmonté d'un immense oculus au motif en étoile réalisé dans le même matériau.
Cette façade est flanquée au sud d'une haute tour carrée, percée de baies d'importance croissante. Aveugle au rez-de-chaussée, la tour est percée d'un fine baie au premier étage, de trois fines baies au second et enfin d'un triplet de baies campanaires à abat-sons.

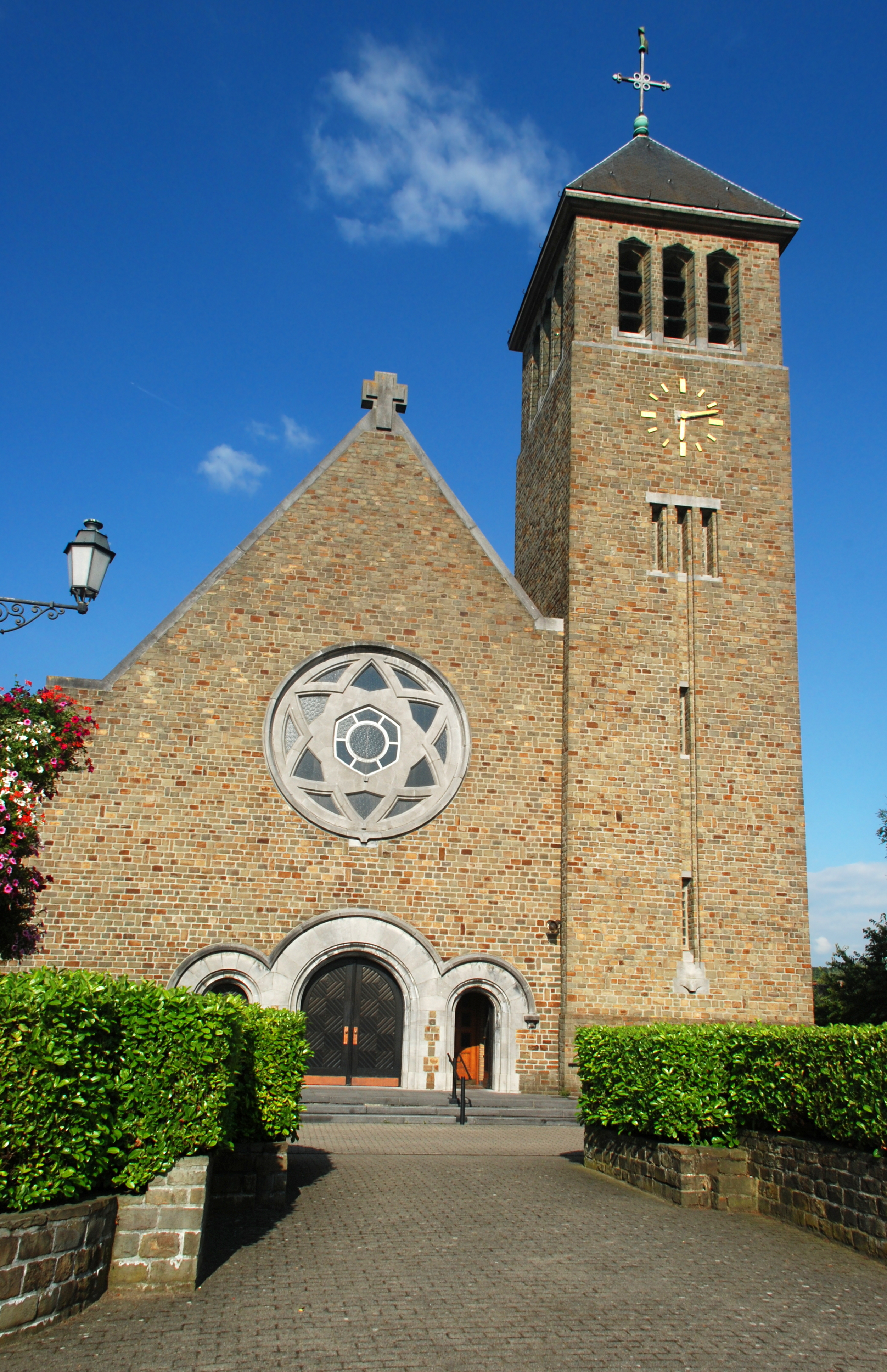
La façade.
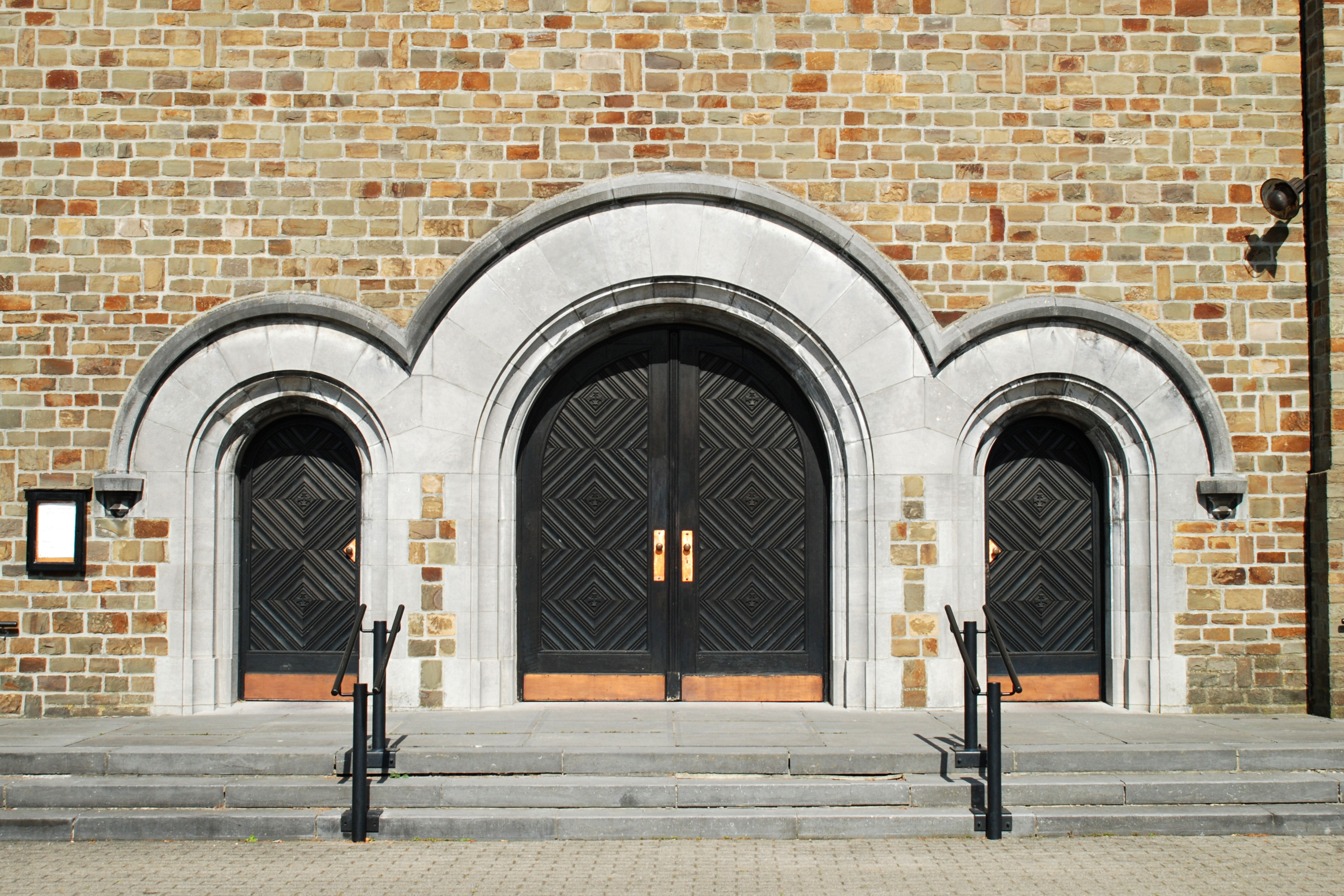
Le triple portail cintré.

### Façades latérales et chevet

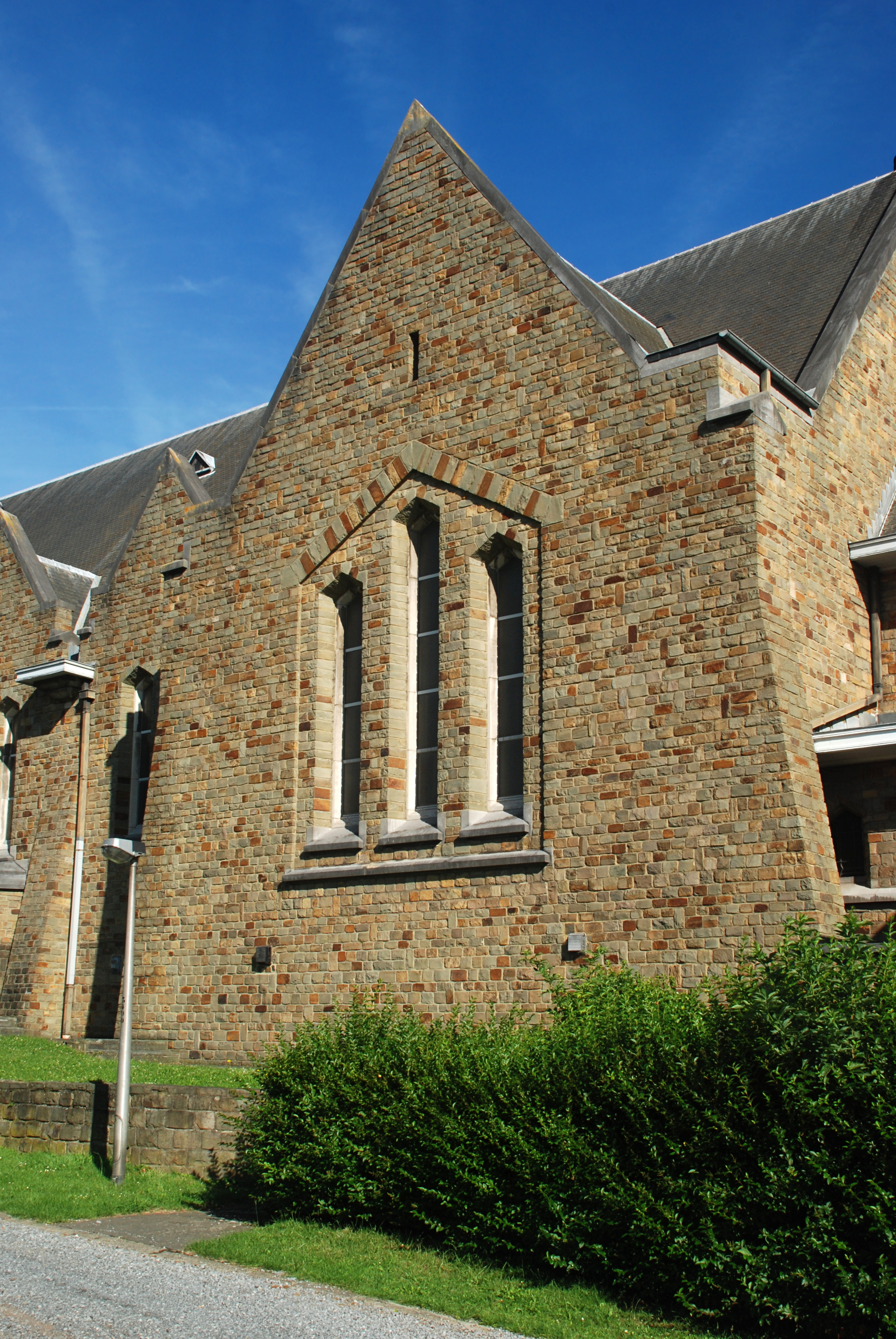
Le transept.

Chacune des façades latérales présente trois chapelles percées chacune de deux fenêtres surmontées d'arcs en mitre.
Chacun des bras du transept est percé d'un triplet de fenêtres à arc en mitre logé sous un large arc en mitre fait de moellons posés sur champ, auquel des blocs de grès ferrugineux confèrent une belle polychromie. Cet arc est surmonté d'une petite meurtrière.
À l'est, l'église se termine par un chevet plat ornée d'une grande niche à arc en mitre abritant une grande croix en moellons.

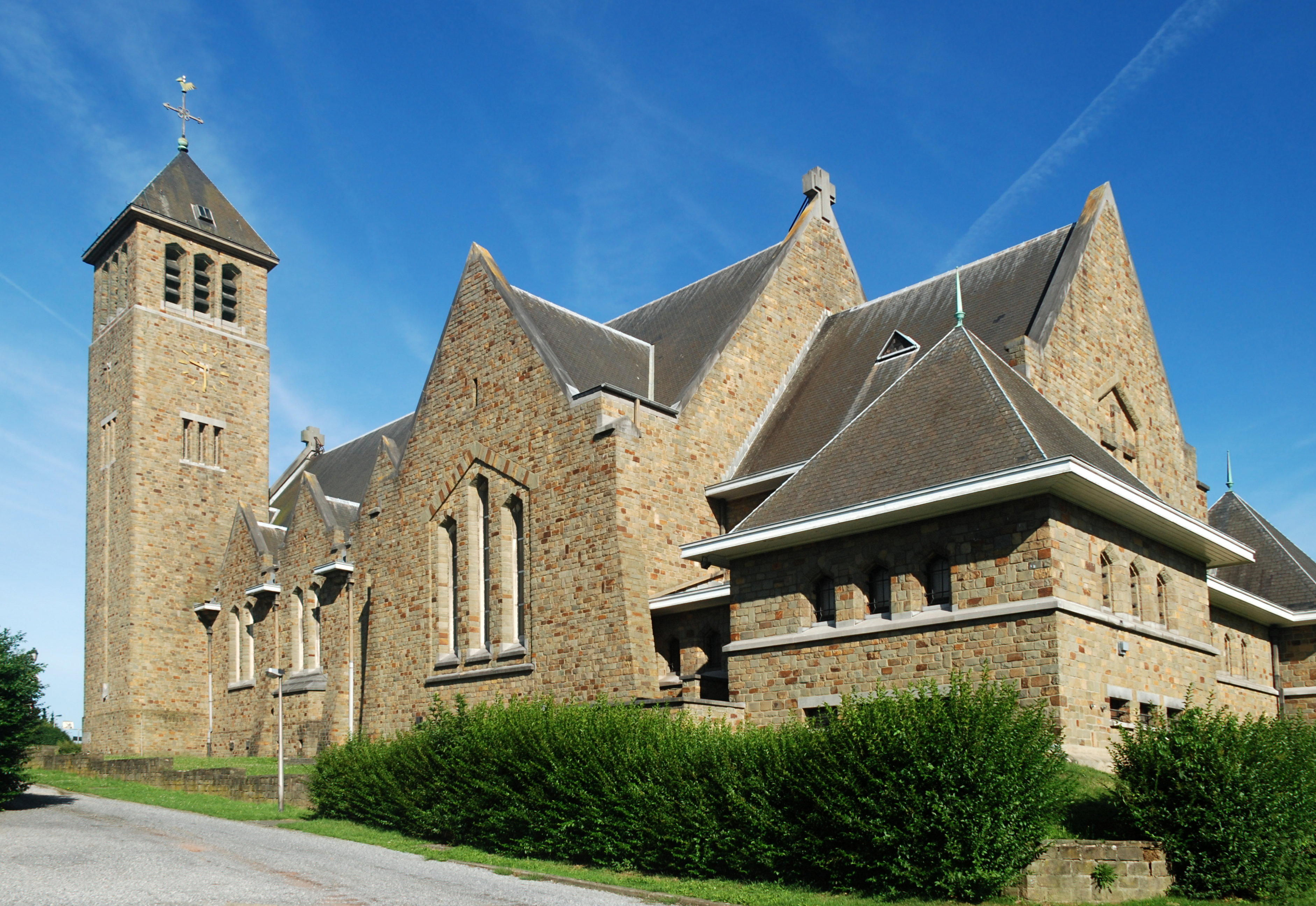
Le chevet et la façade sud.
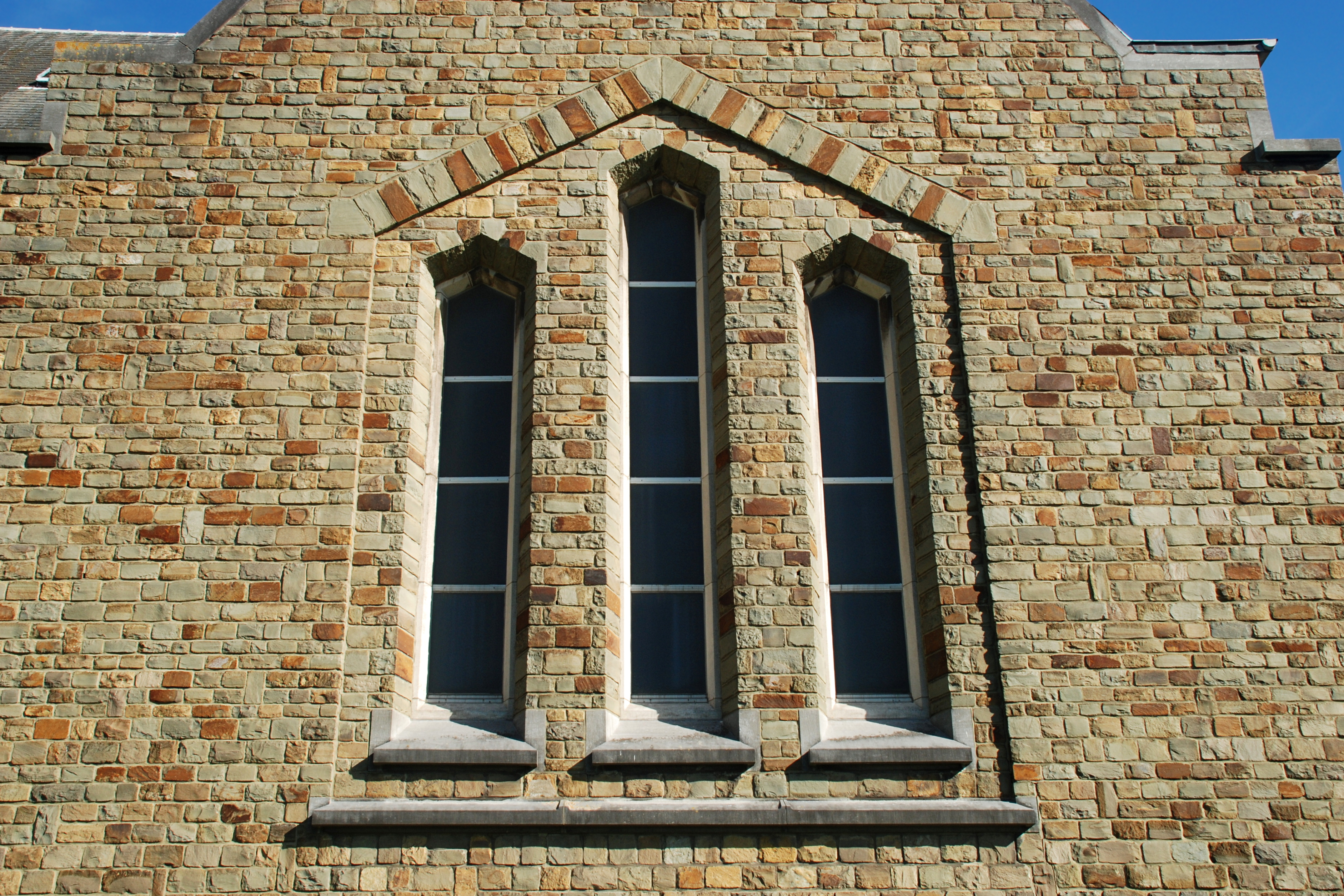
Triplet d'arcs en mitre du transept.

## Patrimoine

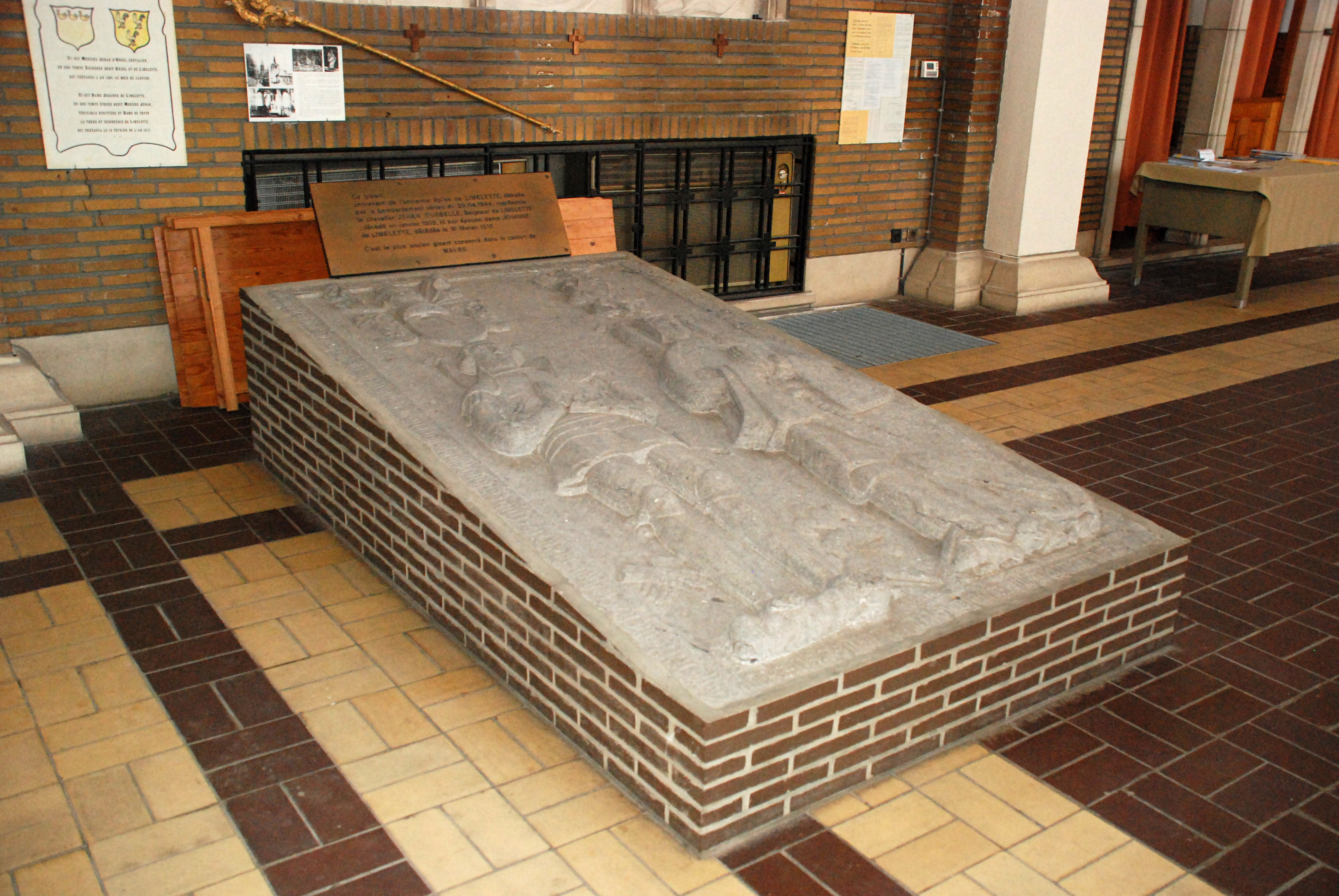
Gisant de Jeanne de Limelette et du chevalier Jean d'Ursel.

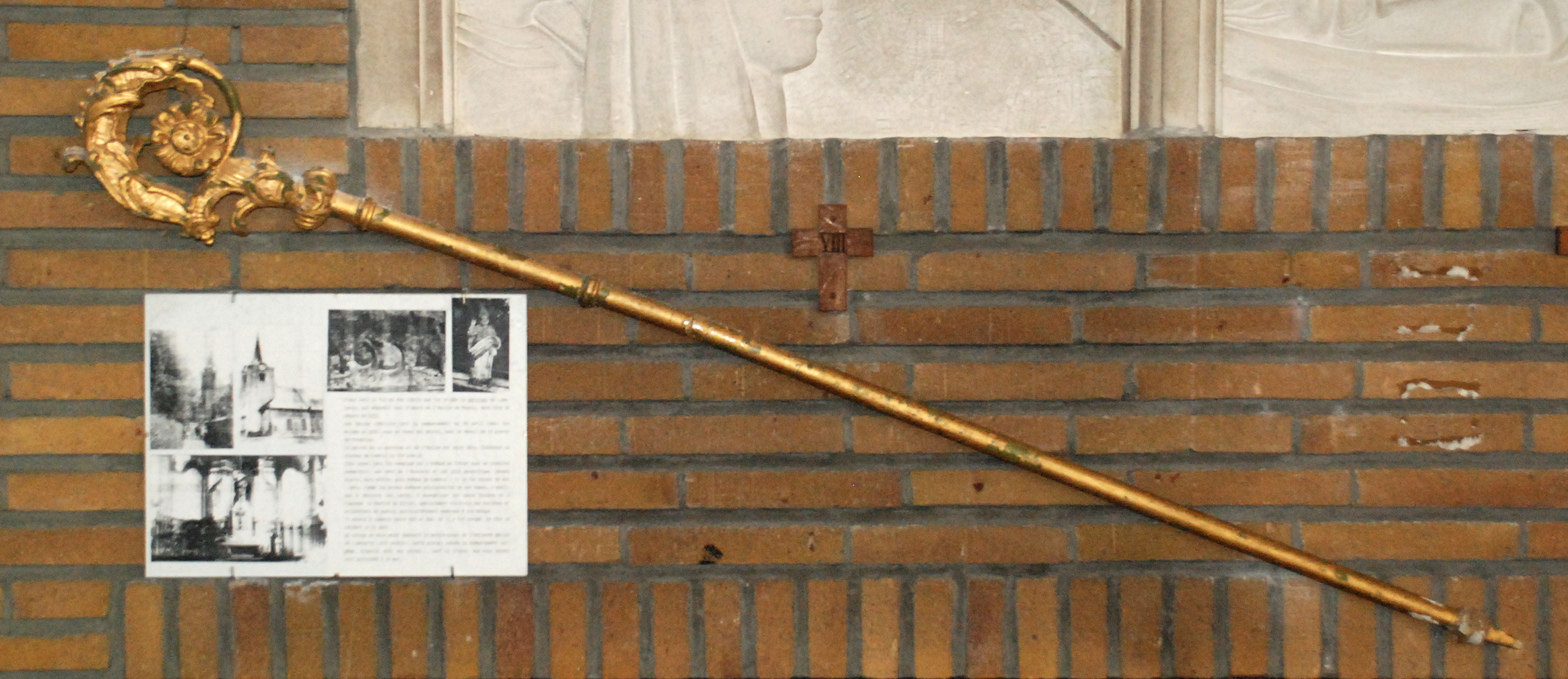
La crosse de la statue disparue.

L'église abritait jadis un important patrimoine dont une partie seulement a survécu au bombardement de 1944.
Parmi le patrimoine disparu, on citera de magnifiques fonts baptismaux du XIe siècle ainsi qu'une statue en bois polychrome de saint Géry datée de 1691-1700. Cette statue, haute de 90 cm, avait été retrouvée dans les décombres de l'église après les bombardements de 1944 et avait même été photographiée devant les ruines de l'église en 1945. Mise à l'abri, elle a ensuite été perdue sauf sa crosse dorée, conservée dans l'église actuelle, sur le mur du collatéral gauche. En 2014, la paroisse Saint-Géry a lancé un avis de recherche pour retrouver sa statue.
Une autre statue en bois statue en bois, datée du XVIIIe siècle, avait subi le même sort mais a été retrouvée au Musée de l'Ermitage à Wavre.
Le vestige le plus important de l'ancienne église est le gisant de Jeanne de Limelette et du chevalier Jean d'Ursel, une pierre tombale gothique en pierre bleue d'Écaussinnes,, conservée dans le collatéral gauche.
Ce gisant du XVIe siècle, découvert lors de travaux de restauration au XVIIIe siècle, se situait sous une niche près de l'autel. Sorti intact du bombardement de 1944, il représente les seigneurs du lieu, Jeanne de Limelette (1462-1518), fille de Pierre de Limelette (mort en 1468), et son second mari, le chevalier Jean d'Ursel (1434-1505),. D'une longueur de 2m70, le gisant est bordé sur tout son périmètre par une inscription gothique présentant les défunts et leurs titres. Jehan et Jehanne, en vêtements d'apparat, reposent paisiblement, les yeux ouverts et les mains jointes.
C'est le plus ancien gisant conservé dans le canton de Wavre.

Le gisant de Jeanne de Limelette et du chevalier Jean d'Ursel
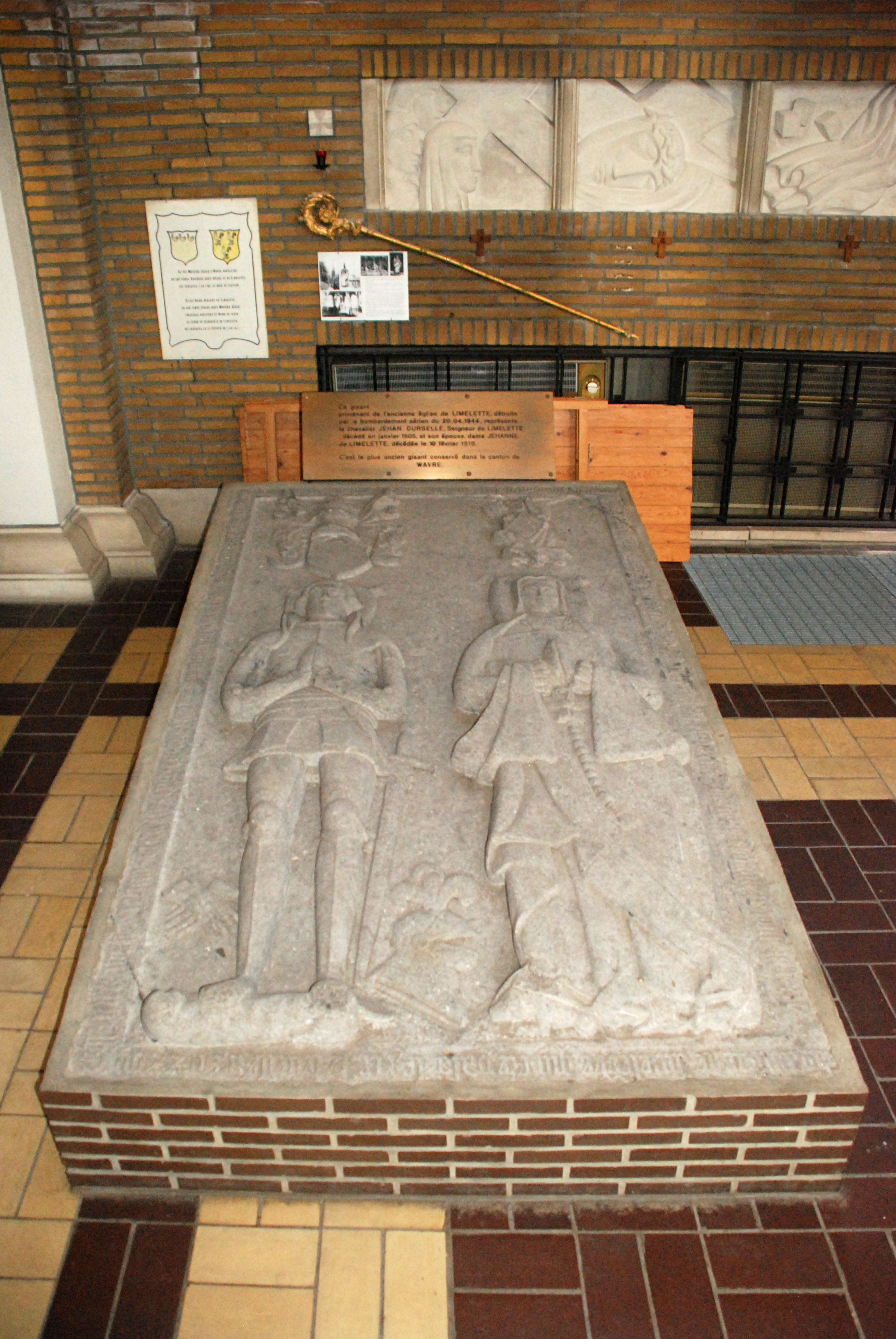
Le gisant.
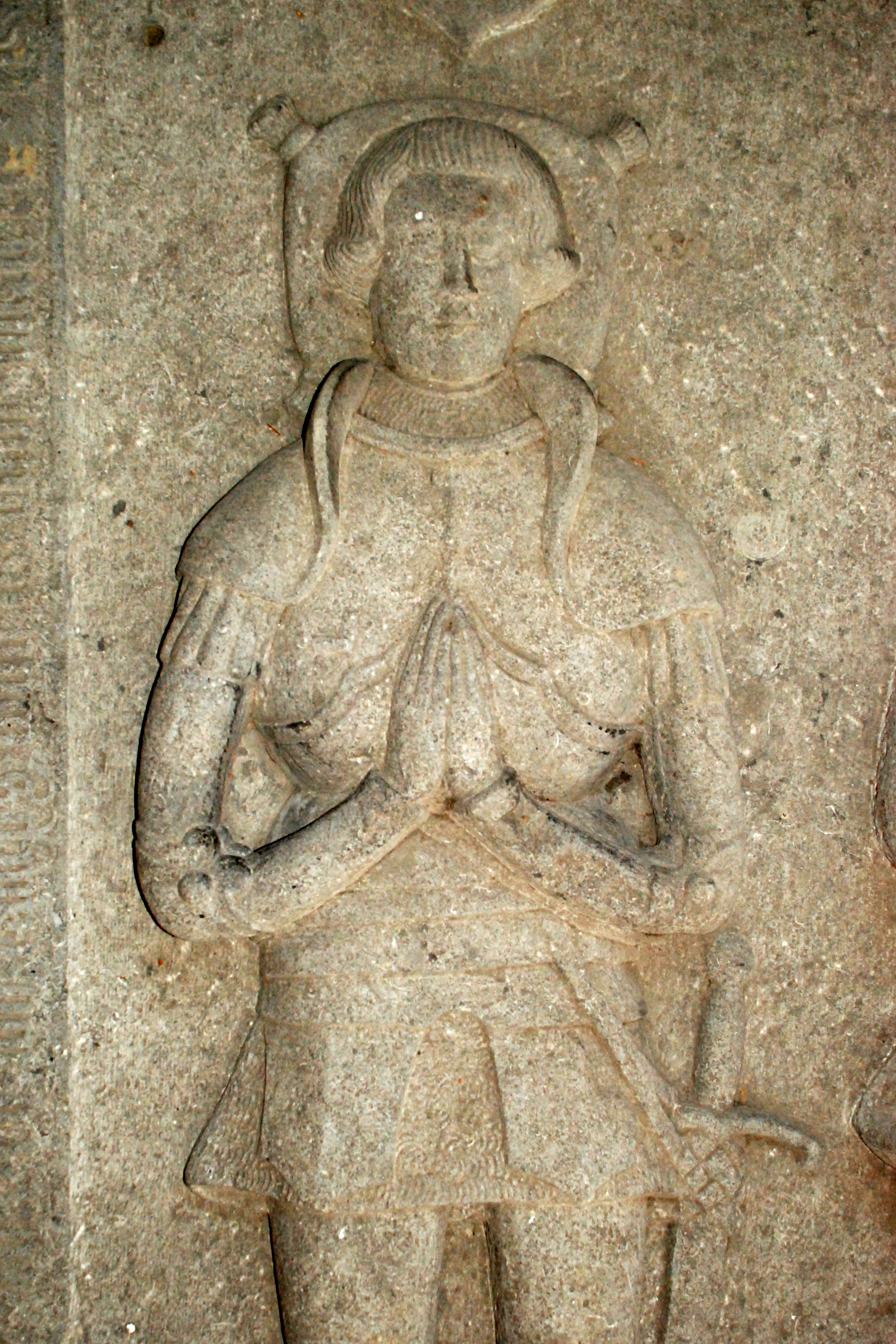
Jean d'Ursel (1434-1505).
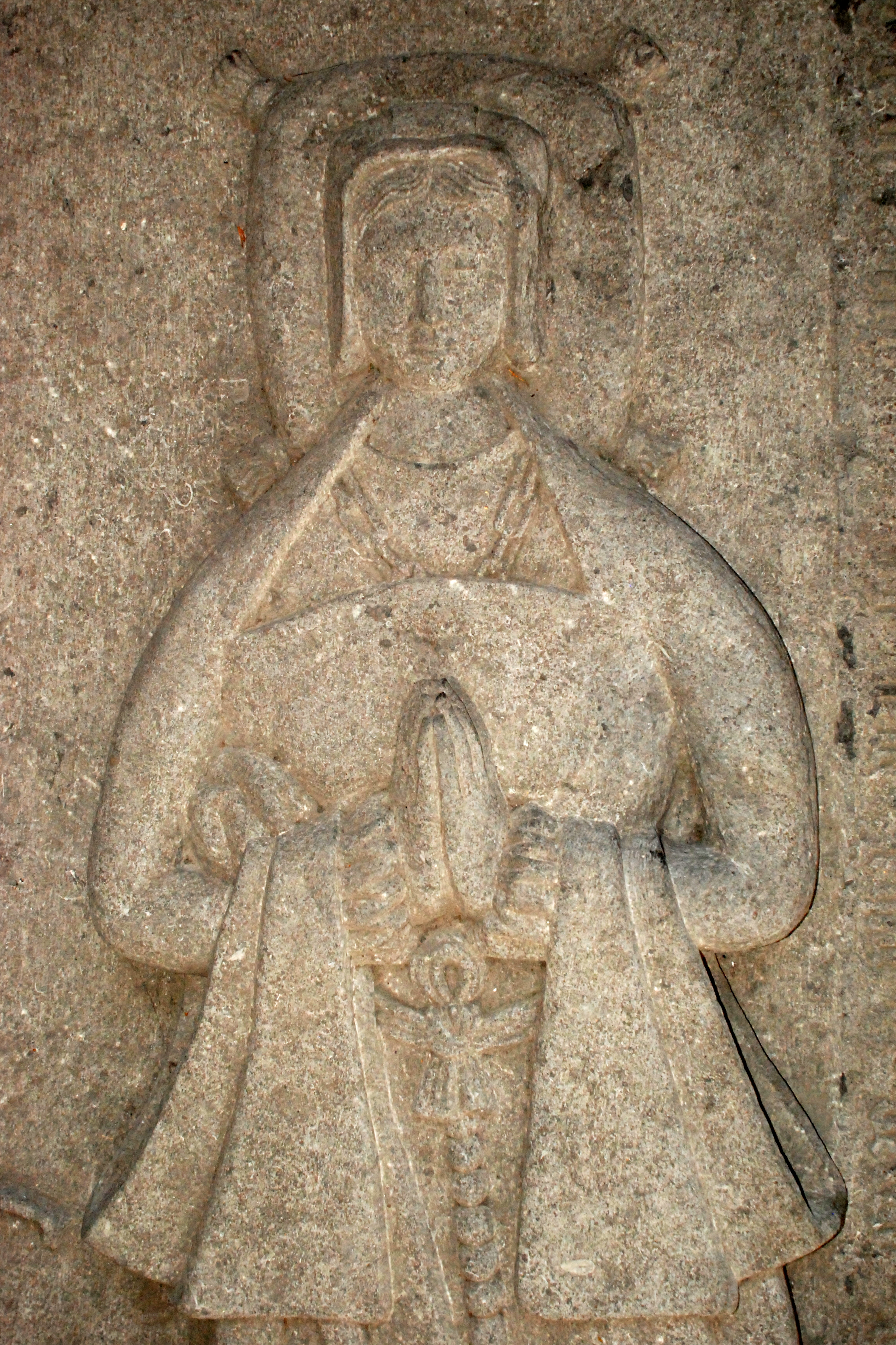
Jeanne de Limelette (1462-1518).